# 王農
王農（1926年—2013年3月26日），遼寧省黑山縣人，生於奉天（遼寧省瀋陽市），本名立田，自號關外人。1949年來臺。曾從事紡織工廠美工設計、漫畫創作，後全心創作，1978年中山文藝創作獎國畫類第一名得獎人。1987年7月15日臺灣解除戒嚴後，熱心從事臺海兩岸美術交流。在水墨畫馬之外，也以戲曲人物為創作主題。

## 生平
王農父親王右文、母親羅淑文都是遼寧省黑山縣人，家族先人與民國初年中國東北軍閥首領張作霖有淵源。王農母親羅淑文也是張作霖子張學良的幼年玩伴，也因此王右文得以出任遼寧省公安局長。 1931年因九一八事變爆發，他隨父母南遷至華北、蘇北、上海、江蘇、浙江、江西等處。王農小學畢業後一度入讀國立江西第十三中學，後轉入安徽省立徽州農業職業學校高中農林科。1943年，他追隨學校美術教師孟大宗習畫。1944年於陸軍五十二師青年營擔任軍中文宣工作，因接觸戲班演出而迷上戲曲。1945年中國抗日戰爭結束，王農返鄉就讀遼東學院美術系。:131946年，他就讀國立北平藝術專科學校西畫科，師事徐悲鴻、李可染、李苦禪、李樺、吳作人等畫家。:100藝專專校長徐悲鴻曾經表示：「王生多才多藝，為天生藝術家」。:26
1949年，王農離開北平，經杭州、上海，由福州乘船來臺，曾經在葉醉白師長身邊擔任文宣士。他也常在報章雜誌發表漫畫。1951年參加國防部政治部、臺灣省教育廳等機構合辦反共美術展覽會漫畫類 ， 以「王老三」獲得連環漫畫第一名。1952年進入臺灣工礦公司臺北紡織廠任美工設計師。1954年，在國際學舍開蠟染畫畫展。1964年間，他協助香港電影導演李翰祥(同為北平藝專校友)為國聯影業拍攝古裝影片《西施》設計服裝、布景、旗幟、戰馬裝飾。他於1967年自行開辦壁紙工廠，但經商失敗，重新投入創作。:26-311973年，王農在臺灣省立美術館舉辦水墨畫個人畫展。:1011975年水墨作品「長城外」由國立歷史博物館推薦參加烏拉圭主辦第二屆國際雙年畫展。1978年，中山文藝獎基金會評選他得到中山文藝創作獎國畫類第一名。1983年首度受邀在國立歷史博物館舉辦個展。1983、1984年兩度在香港大會堂舉辦個展。1989年應中國美術家協會及徐悲鴻紀念館邀請，於北京中國美術館舉辦返鄉特展，藉此在中國各地旅遊、開辦畫展。2013年3月28日病逝臺北市，享年88歲。

## 藝術創作
藝術史學者劉傳銘指出，王農以西畫技法為基礎，將明暗、光影、透視等西畫技法引入中畫創作。:109他以童年遷徙記憶為題材，創作中國邊關風光、動物主題畫作。在動物畫之外，也因喜好京劇，他將京劇角色人物入畫。
徐悲鴻曾邀請齊白石向北平藝專學生示範技巧，齊白石的日課就是要將橫、直墨線能夠力透紙背，最後將紙畫成全黑。王農運用線條、墨色之技巧具力透紙背的效果，就是師從齊白石的示範。畫家徐慶平表示，王農有著東北人豪爽的個性，相當能掌握中國邊關風土人情、自然形態，營造畫面構圖的開闊感。他運用潑墨手法，使畫中馬群具有強烈的動感及氣勢。:102-104畫家梁君午注意到，王農描繪的蒙古馬，表現馬匹胸腿肌腱發達、豐腴體態、蹄甲厚重的肢體特色。:118
王農參與北平藝專京劇團演出並以業餘票友身分登台，有助創作京劇人物主題。徐慶平分析，王農先以大色塊擺出人物大輪廓，再勾勒細部五官眼神、手腳姿態、手持鞭或棍等道具，畫筆走勢一氣呵成。畫家透過用筆統一走勢，塑造畫面生動感，再加上色彩的鮮明對比，造就畫面的藝術效果。:104